# Cathédrale Saint-Jacques de Riga
Pour les articles homonymes, voir Cathédrale Saint-Jacques.
La cathédrale Saint-Jacques (en letton : Rīgas Svētā Jēkaba katedrāle) est la cathédrale catholique de l'Archidiocèse de Riga construite dans le quartier du Vieux Riga à Riga en Lettonie.

## Étymologie
La cathédrale est consacrée à saint Jacques. Souvent, mais à tort, on la nomme Saint-Jacob. Cette erreur survient parce que le letton, comme de nombreuses autres langues, utilise un seul nom pour Jacob comme pour Jacques.

## Architecture
L'édifice a une longueur d'environ 50 mètres et possède une tour élancée haute de 91,64 m, qui a conservé la forme pyramidale caractéristique des clochers médiévaux de Riga.
Le clocher de l'église n'est pas décoré de croix, mais avec des coqs.
L'église Saint-Jacques est une église de campagne typique. L'église se compose d'un chœur, d'une nef courte à trois travées et d'une tour placée au-dessus du bas-côté ouest de la travée médiane et terminée par une flèche gothique. Le chœur carré sans abside, couvert de voûtes d'arêtes sans croisée d'ogives, témoigne de l'influence de l'architecture cistercienne.

## Historique

### Période livonienne
L'église Saint-Jacques a été mentionnée pour la première fois dans des sources écrites en 1226. Sa construction a commencé vers 1225 avec des formes gothiques caractéristiques de la période de transition du roman au gothique et a été achevée vers 1300.
Les deux étages supérieurs et les flèches de la tour ne seront construits qu'à la fin du XVe siècle. Le bâtiment de l'église, en tant qu'unité indivise, était désormais la propriété directe de l'archevêque de Riga.
Initialement, c'était une église de banlieue (dans la banlieue civitatis Rigensis) et elle était située dans la ville dite nouvelle, qui commençait avec Zirgu iela et Jauno iela et qui fut ajoutée à la ville de Riga vers 1300.
Les voyageurs qui n'avaient pas réussi à entrer dans la ville avant la fermeture des portes recevaient refuge et soins spirituels dans l'église. Par conséquent, avec le temps passé à Saint-Jacques les citadins venus de la campagne et plusieurs guildes d'artisans se sont également inscrits dans la congrégation de Saint-Jacques. Chaque guilde entretenait un autel et un prêtre dédié à son patron dans l'église. 8 autels : Saint-Jacques, Sainte-Croix, Sainte Vierge Marie, Saint Sacrement, Sainte-Anne, Saint-Jean Baptiste, Saint-Laurent, Sainte Élégie en l'honneur. La plupart des anciens artisans lettons ont adopté cette église, à l'exception de ceux qui se sont installés dans le vieux village libyen au bord de la rivière Rīdžina et qui sont restés fidèles à leur ancienne église, l'église Saint-Pierre.
Au début du XVe siècle, la chapelle de la Sainte-Croix fut construite à l'extrémité sud de l'église gothique et une partie de l'église fut transformée en basilique.
Une cloche d'horloge est apparue dans la tour, qui était suspendue à l'extérieur de la tour sous un petit toit (dans toutes les rénovations ultérieures, le toit particulier du clocher de l'église a été conservé). En 1480, la plus ancienne horloge de Riga fut installée dans la tour (elle subit plusieurs réparations majeures jusqu'à ce qu'elle soit remplacée par un mécanisme fabriqué par la société "Eules" en 1912).
En 1522, le Rāte de Riga, avec le soutien des guildes, nomma A. Knopki prédicateur de la foi luthérienne à lÉglise Saint-Pierre et S. Tegetmeyer comme pasteur l'église Saint-Jacques, en chassant la congrégation précédente.
Le premier dimanche de l'Avent Silvestres Tegetmejers a tenu le premier service évangélique luthérien en allemand a l'église Saint-Jacques.
De 1523 à 1582 l'église Saint-Jacques fut la première église luthérienne lettone à Riga dont le premier pasteur était Nikolajs Ramms, les sermons étaient prononcés dans « la langue locale non allemande ».

### République des Deux Nations
Le 7 avril 1582, le roi de la république des Deux Nations, Stefans Báthory (1533-1586), qui soumit Riga, restitua à l'Église catholique romaine, l'église Saint-Jacques, ainsi que de nombreuses autres propriétés, et, peu de temps après, les jésuites commencèrent à gérer le bâtiment.
À cette période, l'une des plus anciennes écoles de Riga a été fondée : l'école Saint-Jacques où les jésuites ont publié les premiers livres en letton.
L'évêque Oto Šenkings de Cēsis commença à s'occuper de l'apprentissage de la langue lettone dans les cercles du clergé et de la noblesse.
En 1584, ont lieu les Émeutes calendaires à Riga, lorsqu'une foule luthérienne a fait irruption dans l'église pendant le service du jour de Noël, battant les prêtres, brisant les fenêtres et détruisant tout ce qui pouvait être lié au culte catholique : des images saintes, des autels et des drapeaux ont été jetés et brûlés sur la colline de Kube, mais ce qui n'a pas brûlé a été jeté dans le fleuve Daugava,.
En 1586, le conseil municipal de Riga expulsa les prêtres catholiques de l'église Saint-Pierre. L'église Saint-Jacques fut à nouveau l'église de la congrégation évangélique non allemande, jusqu'à ce qu'elle soit restituée aux catholiques.

### Royaume de Suède
En 1621, Riga passa sous le contrôle du royaume de Suède.
L'église Saint-Jacques fut de nouveau prise aux catholiques et donnée aux luthériens sous le nom de d'église de la Couronne. Ceux qui ne se sont pas convertis au luthéranisme ont dû quitter la ville ou mourir. Pendant la période suédoise, c'était principalement une église paroissiale suédoise. À partir de 1699, il existait également une congrégation allemande, à laquelle appartenaient principalement des nobles et des fonctionnaires de confession luthérienne.
En 1656, pendant le siège de Riga par le tsar Alexis Ier, le bâtiment fut touché par plusieurs boulets de canon, dont 2 restent dans les voûtes de la nef et dans l'autel en guise de mémorial.
Depuis 1675, l'un des premiers établissements d'enseignement laïc, ou lycées, de Riga, créé sur la base de l'ancien collège des Jésuites, fonctionne dans la chapelle sous le nom d'École Charles (Schola Carolina) du nom du roi Charles XI.
En septembre 1736, St. Le comte Nikolaus Ludwig von Zinzendorf, fondateur du mouvement Herrnhut, prêchait dans l'église Saint-Jacques. En 1814, la congrégation suédoise a cessé d'exister, mais en 1825, la congrégation lettone a été créée et sera transférée dans l'ancienne église orthodoxe Saint-Pierre-et-Paul de la Citadelle en 1918.
En 1756, un toit pyramidal fut ajouté et le clocher de l'église fut recouvert de plaques de cuivre et reçut un sommet pyramidal avec une voute baroque dans la partie inférieure. En 1782, le portail principal fut ajouté. Ce fut également la dernière modification significative apportée au clocher de l'église jusqu'à aujourd'hui. Dans la tour de l'église Saint-Jacques, il y avait autrefois une cloche dont le son appelait les habitants de Riga à assister à l'exécution de la sentence à Rātslaucum. Les quatre cloches de la cathédrale Saint-Jacques ont été évacuées vers l'Empire russe, près de la ligne de front de la Première Guerre mondiale, et ont été perdues.

### Lettonie indépendante
Le 7 août 1923, conformément à l'accord entre la république de Lettonie et le Vatican, l'église Saint-Jacques a été cédée par le gouvernement comme cathédrale à la disposition de l'archevêque catholique de Riga. Une telle décision du gouvernement a motivé la tenue d'un référendum sur la non-expropriation des églises et des lieux de culte. Le référendum a eu lieu le 1-2 septembre, et bien que la majorité des électeurs se soient prononcés contre l'expropriation ou le transfert d'églises pour les besoins d'une autre confession, le référendum n'a pas atteint le quorum et l'ancienne congrégation luthérienne a été contrainte de quitter l'église.
Le 3 mai 1924, eut lieu la Sainte Messe et l'inauguration solennelle de l'archevêque Antoni Springovič. Au début, il ne s'agissait que de l'église de la cathédrale épiscopale, mais le 18 avril 1947, l'archevêque métropolite Antonijs Springovičs publia un article sur la création d'une paroisse à l'église Saint-Jacques. Cette congrégation se veut une congrégation nationale sans territoire spécifique, formée par des catholiques lettons vivant à Riga et ses environs, ainsi que des catholiques anglais et français.
En 1993, le pape Jean-Paul II a visité la cathédrale Saint-Jacques.
De juin à octobre 2018, des fouilles archéologiques ont été menées près de la cathédrale, rue Klostera iela, dans le cadre de vastes travaux de reconstruction, mettant au jour et explorant près de 300 sépultures médiévales et modernes par l'archéologue Arthur Thomson. Sur le mur sud de la cathédrale, le plus grand ossuaire connu des États baltes ont également été découverts.
Le matériel obtenu est important pour l'étude paléodémographique des habitants de Riga, car ce sont principalement des Lettons de Riga qui sont enterrés ici, contrairement aux cimetières de l’église Saint-Pierre et de la cathédrale protestante de Riga, où étaient enterrés principalement des citoyens de nationalité allemande.
Les sépultures les plus anciennes découvertes datent du XIVe au XVe siècle et les plus récentes du XVIIe au début du XVIIIe siècle.
Le 24 septembre 2018, le pape François a également visité la cathédrale,.

## Galerie

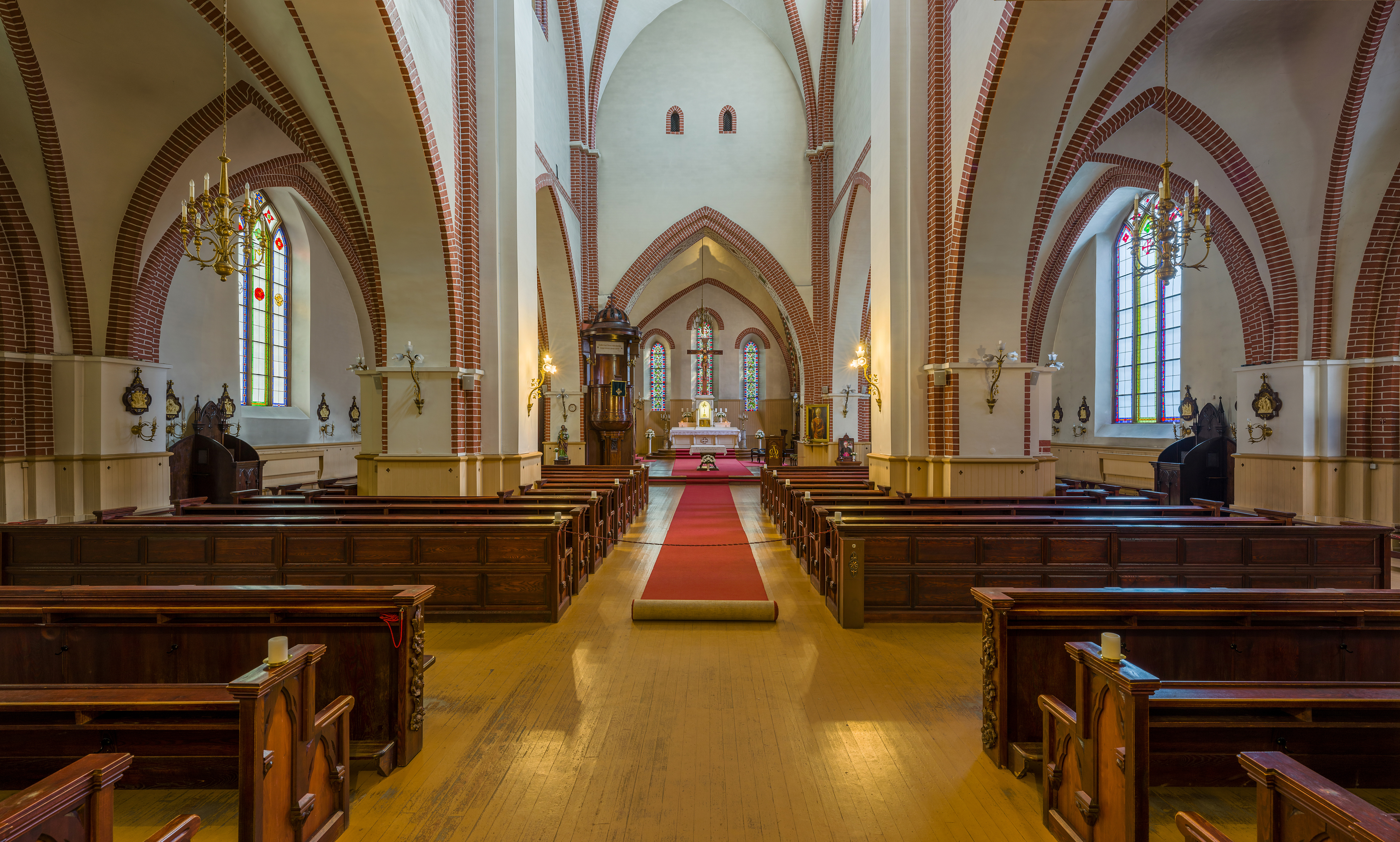
L'intérieur de la cathédrale
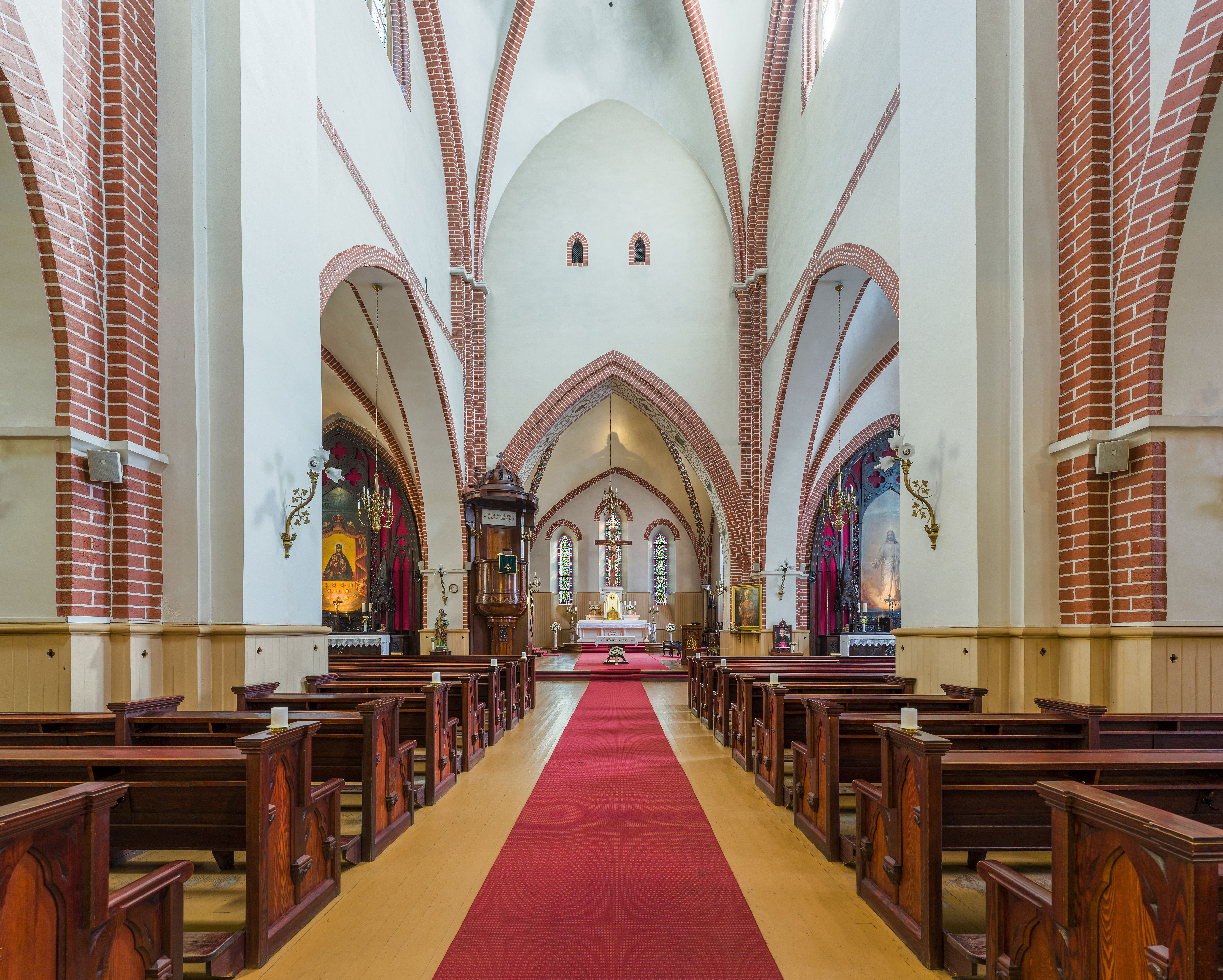
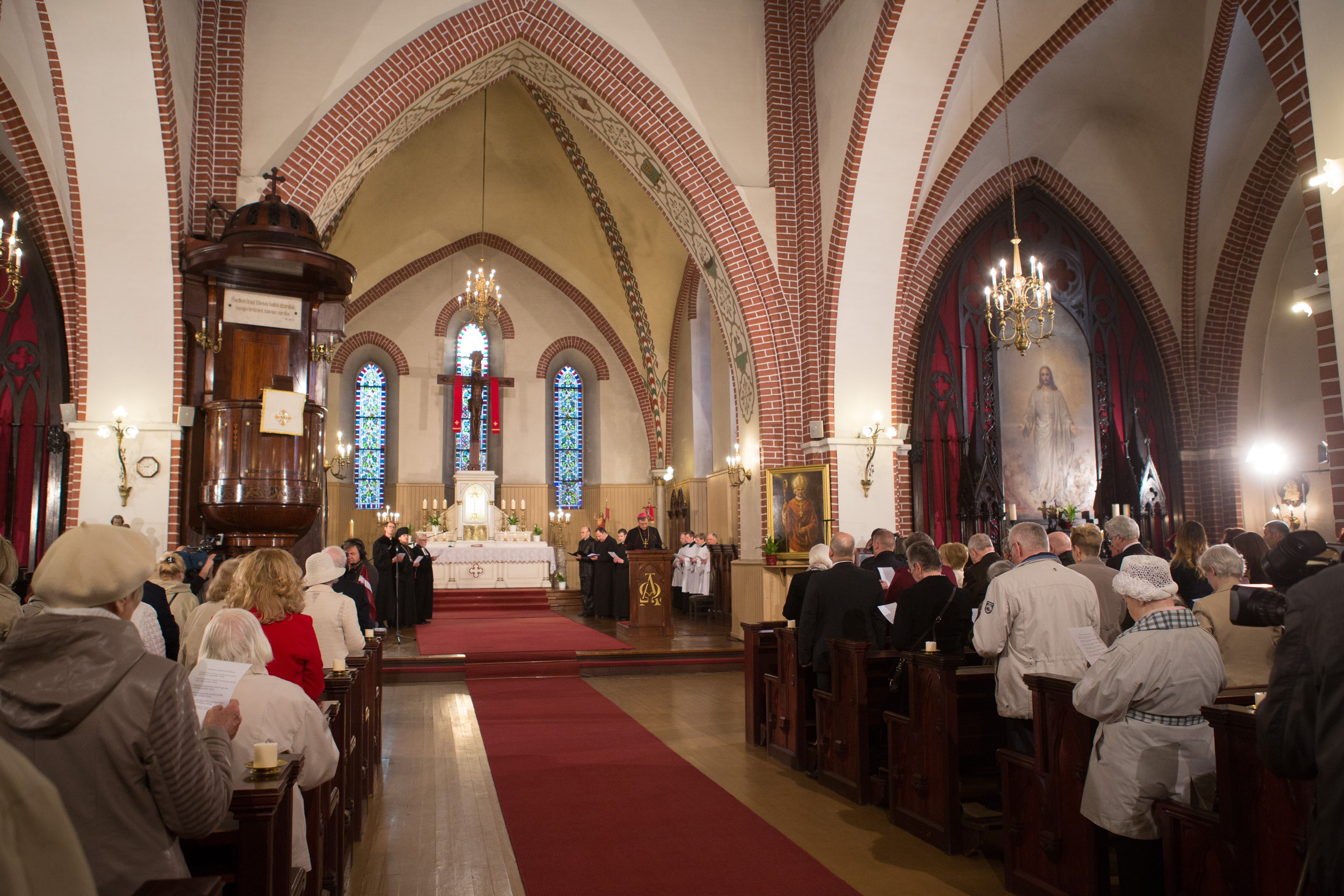
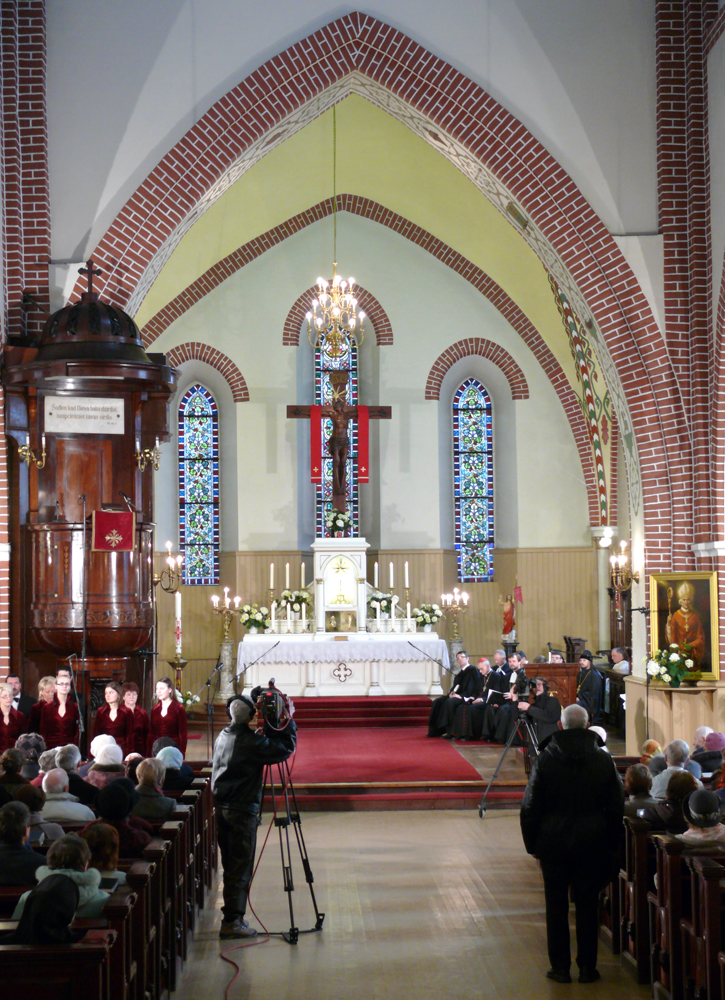

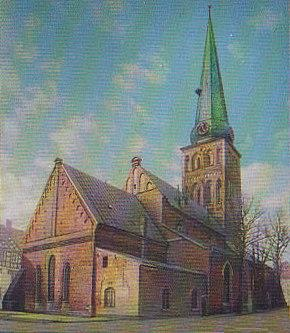
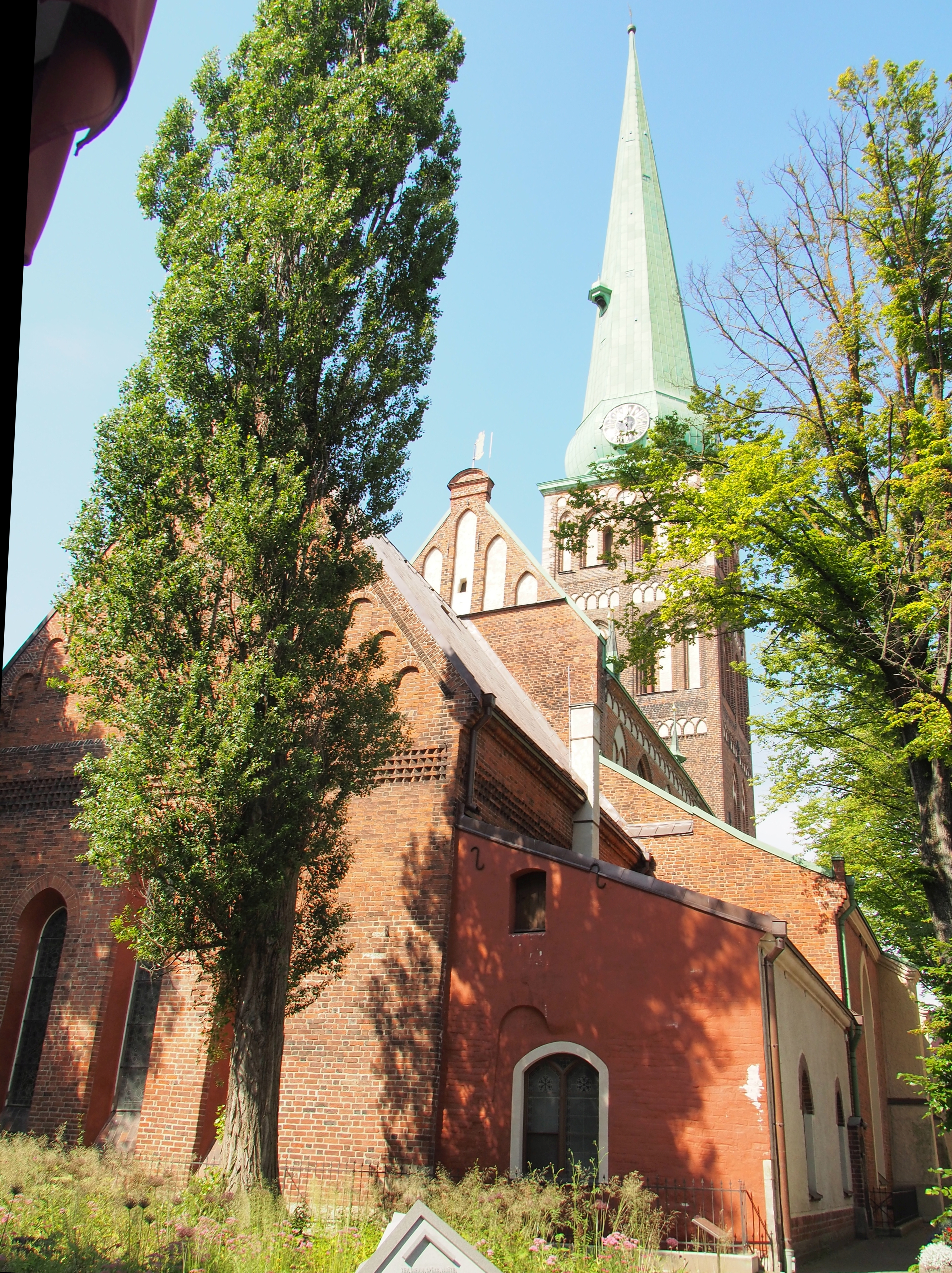
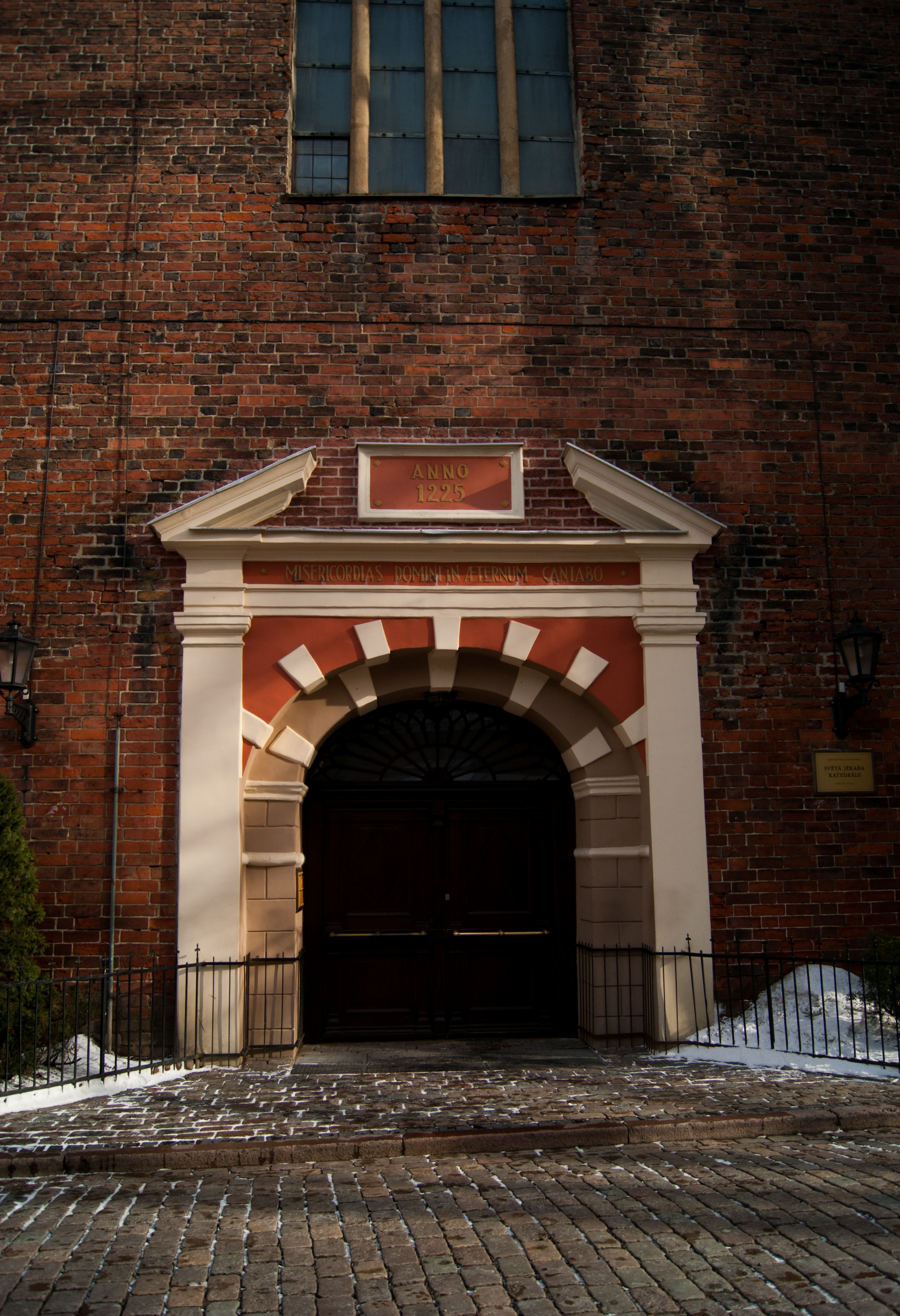
La façade
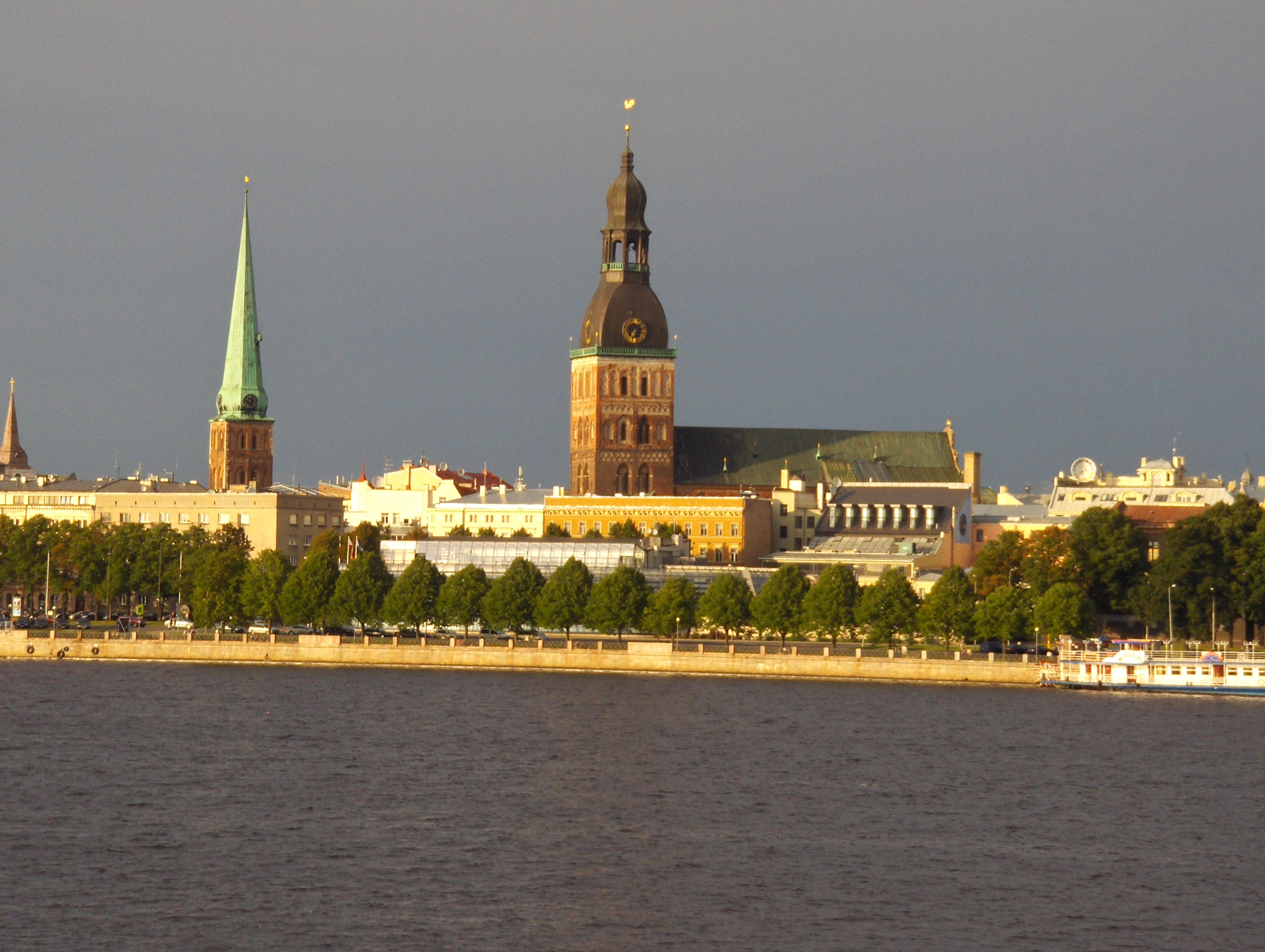
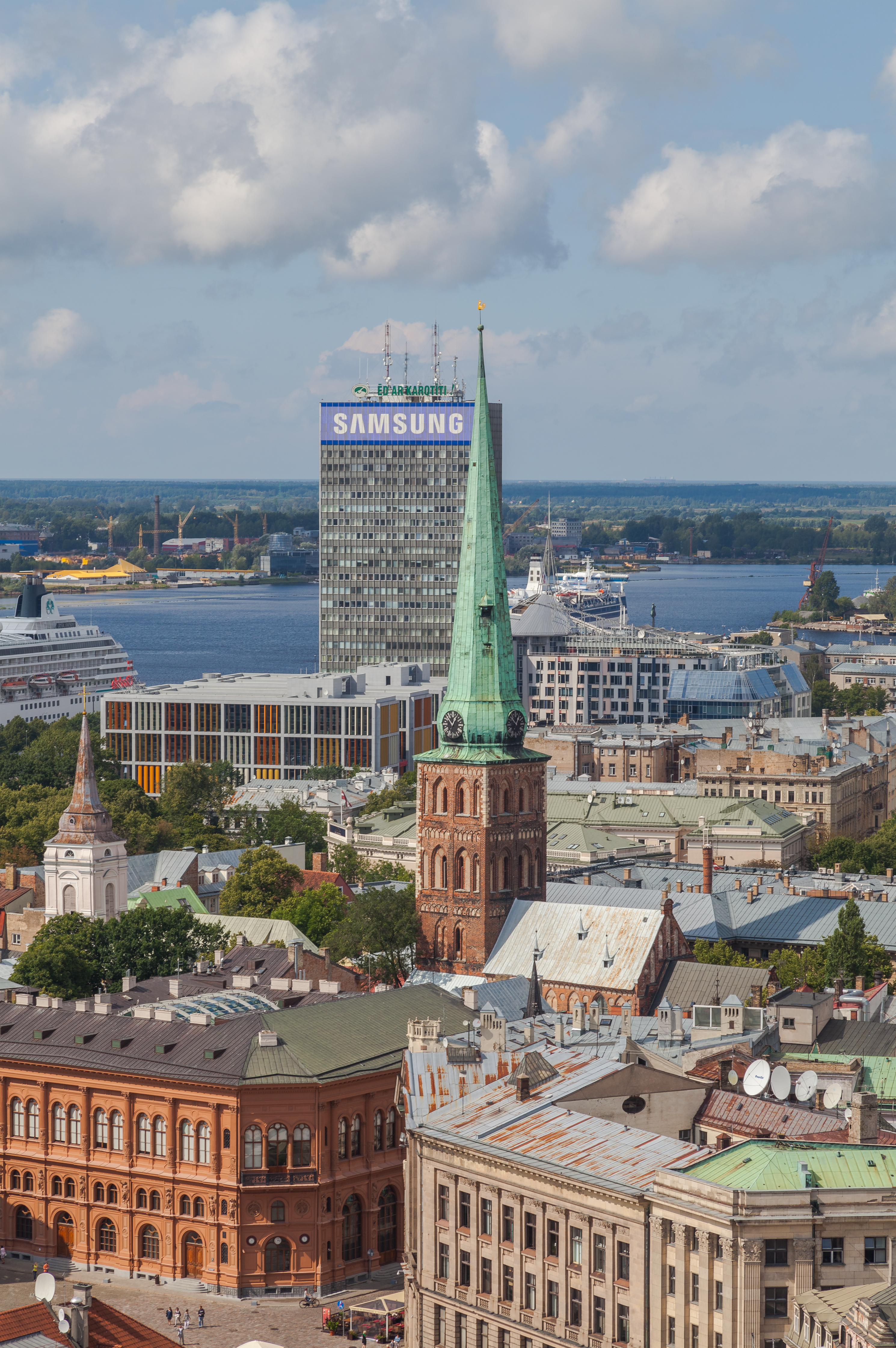
Vue de l'église Saint-Pierre .